# Heinar Schilling

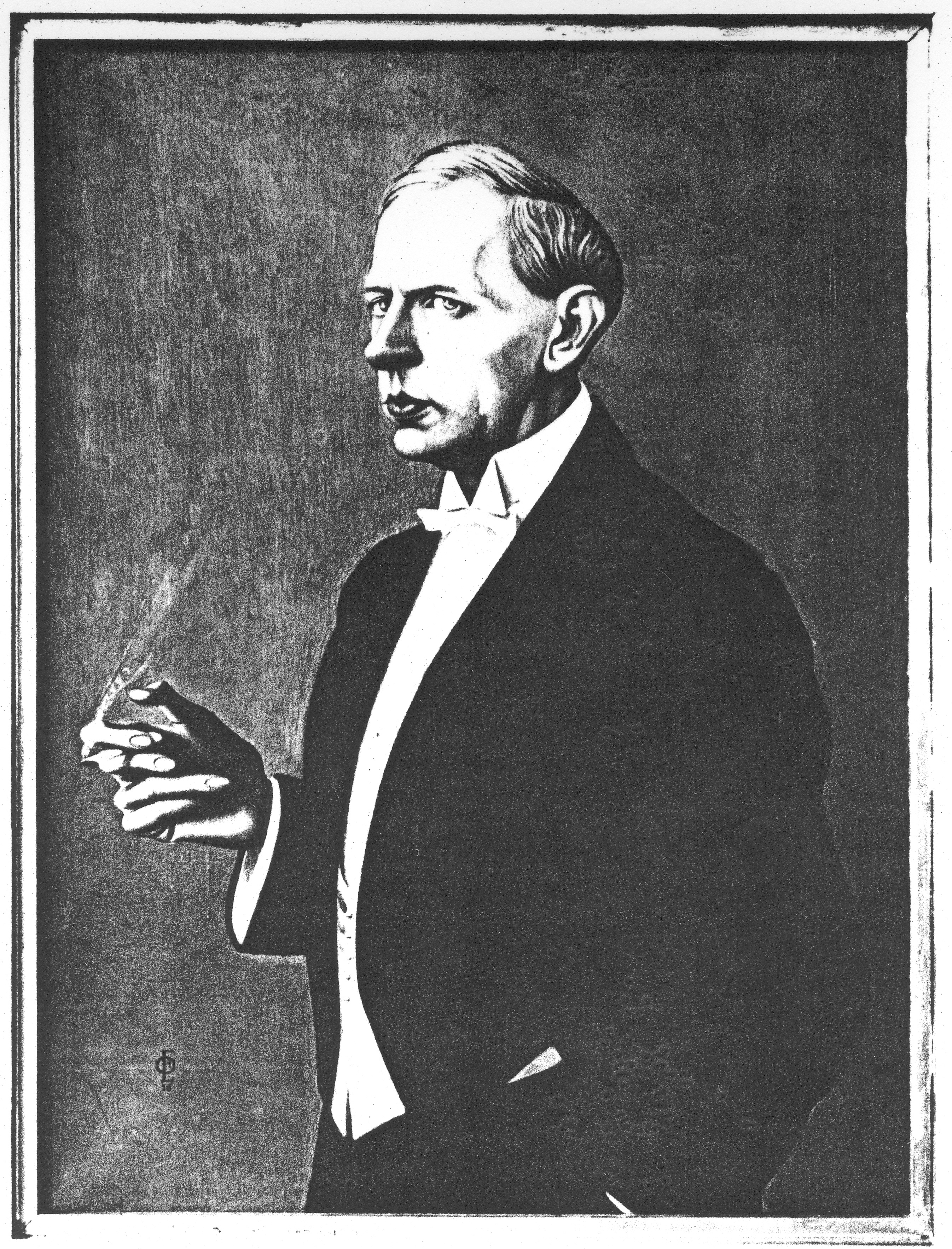
Bildnis Heinar Schilling um 1920

Heinrich „Heinar“ Schilling (* 20. Oktober 1894 in Dresden; † 13. November 1955 in Glücksburg) war ein deutscher Dichter und Schriftsteller. 

## Herkunft
Heinar Schilling, eigentlich Heinrich Schilling, wurde in Dresden als Sohn des Bildhauers Johannes Schilling (1828–1910) und dessen zweiter Frau Minna Auguste Natalie Neubert geboren. Er entstammte dem Adelsgeschlecht der Schilling, dessen Überlieferung ihn maßgeblich als Schriftsteller prägte, wie er in seinen Werken, besonders dem „Königslied“ bekannte. Sein Halbbruder war der Dresdner Architekt Rudolf Schilling.

## Leben
Von 1905 bis 1910 besuchte er das Vitzthumsche Gymnasium in Dresden, von 1911 bis 1913 das Kgl. Sächs. Realgymnasium in Annaberg im Erzgebirge und von 1913 bis 1914 die Dreikönigsschule in Dresden. Im Jahr 1914 meldete er sich als Kriegsfreiwilliger und diente im 1. Kgl. Sächs. Artillerieregiment 12, wobei er in Flandern 1917 verschüttet wurde. Er konnte erst im frühen Sommer 1918 wieder in den aktiven Kriegsdienst zurückkehren. 
Hatte er ab 1918 kleinere Gedichte und Dramen verfasst, die er 1920 teilweise im R. Kaemmerer-Verlag unter dem Titel Versuche veröffentlichte, orientierte er sich schon 1917 an pazifistischen Ideen und sammelte in der Expressionistischen Arbeitsgemeinschaft Dresden junge Künstler und Schriftsteller um sich und wurde so zum Mittelpunkt des Dresdner Expressionismus. In seinem ebenfalls 1917 gegründeten „Dresdner Verlag von 1917“ wurde die Zeitschrift Menschen gedruckt, die er gemeinsam mit Walter Hasenclever herausgab. Unter anderem verhalf er Otto Dix zu Bekanntheit, welcher ihn auch malte.
Er orientierte sich in dieser Zeit auch an sozialistischen Ideen und führte einen künstlerischen Austausch zum Beispiel mit dem kommunistischen Schriftsteller Rudolf Leonhard, welcher ihm ein Gedicht widmete. Schilling veröffentlichte 1919 einen Nachruf auf den gewaltsamen Tod von Karl Liebknecht.

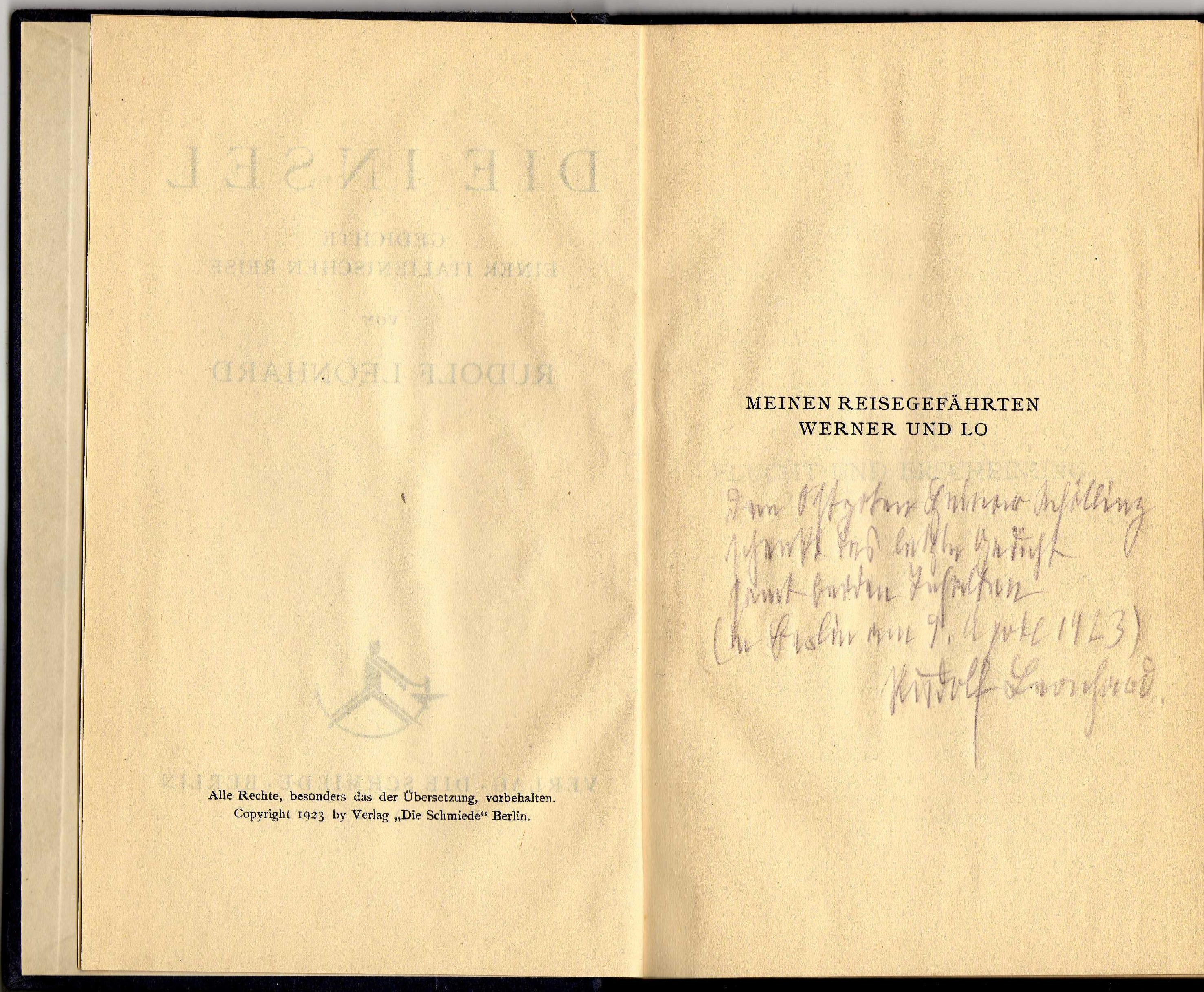
Widmung des Dichters Rudolf Leonhard für Heinar Schilling

Exlibri, Entwurf durch Walter Otto Grimm, mit Schillings Signatur

Nach 1920 entfernte er sich jedoch zunehmend von diesen Positionen, die weder zu seinem aristokratischen Lebensstil passten, noch seinem Erfolg als Künstler förderlich waren. Seine Vorstellungswelt vom freien, selbstbestimmten und veredelten Menschentypus fand er weder bei den Expressionisten, denen er eine Entfremdung von der Realität vorwarf, noch bei den Kommunisten. So flüchtete er sich zunehmend in eine mystische Vorstellungswelt der alten Germanen, in deren archaischer Überlieferung er seine eigene Ideologie zu entdecken versuchte. Ab 1922 bis zu seinem Tod verfasste Heinar Schilling über 100 Werke, welche sich größtenteils um Germanentum und Frühgeschichte drehten. Als erster schrieb er unter anderem 1936 über die gerade erst ausgegrabene Wikingerstadt Haithabu. Zu diesem Zeitpunkt bezeichnete er sich selbst als Historiker, Sippenforscher und Schriftsteller.
Da er vor der Stadt und großen menschlichen Ansammlungen als Verderbnis bringenden Brennpunkten flüchtete, verbrachte er bis 1948 über 143 Monate allein auf Reisen und war ein begeisterter Sportsegler. So segelte er als erster in einem Segelboot von Dresden nach Sylt, wo er mehrfach im Jahr in Wenningstedt lebte.
Nach 1930 orientierte er sich zunehmend geistig an den Nationalsozialisten, in deren Ideologie er seine eigenen Gesinnungen zu entdecken meinte. Obwohl er noch 1928 entschieden einen Eintritt in die NSDAP abgelehnt hatte, begrüßte er 1933 die „Machtergreifung“ Adolf Hitlers und trat noch im gleichen Jahr in die Partei ein. Später verfasste er auch eine Aufsatzreihe für die Zeitschrift der SS, dem Schwarzen Korps, die er zudem gemeinsam mit Gunter d’Alquen 1938 unter dem Titel „Weltanschauliche Betrachtungen“ veröffentlichte. Schilling versuchte zu dieser Zeit, sich als führender Intellektueller zu profilieren. Er produzierte in großer Zahl Geschichtswerke, Lexika und auch Kinderbücher, die, für ein breites Publikum verfasst, das nationalsozialistische Gedankengut verbreiten sollte. Schilling lehnte jedoch die von den Nazis gelehrte Minderwertigkeit anderer, „nichtarischer Rassen“ ab und löste sich ab 1939 auch zunehmend vom Nationalsozialismus. Dadurch blieb ihm stets die große Anerkennung versagt. Im Jahr 1941 wurde er schließlich wegen Sabotage in der NSDAP zu einem Jahr und sieben Monaten Zuchthaus in Bautzen verurteilt. Diese Haftstrafe musste Schilling jedoch nur zum Teil absitzen, weil er mit Rücksicht auf seine Gesundheit und durch Fürsprache des Bürgermeisters von Klotzsche auf Bewährung entlassen wurde. In einem Gutachten der Geheimen Staatspolizei heißt es über Schilling, er habe niemals eine Parteiveranstaltung oder Tagung besucht und hätte der NSDAP nur aus Eigennutz angehört. Der Sabotage habe er sich daher schuldig gemacht, weil er in seinen Büchern „feindliches“ Gedankengut vermittle. Besonders die Titel Karl XII. – der Löwe aus Mitternacht und Peter der Große – Selbstherrscher aller Reußen würde dem Zwecke der Förderung der Idee der Monarchie dienen. Schillings Geisteshaltung wird entsprechend in dem Gutachten als „extrem reaktionärmonarchistisch“ eingestuft. Außerdem wird ein verbotener Umgang mit jüdischen Personen erwähnt. Allerdings hebt das Gutachten auch hervor, dass Schilling eine „erste Fachkraft“ auf dem Gebiet der deutschen Vor- und Frühgeschichte sei. Für seine „Weltgeschichte“, erschienen ab 1933 in mehreren Auflagen im Gustav Kiepenheuer Verlag, erhielt er am 26. Februar 1945 den Titel eines Professors, den er jedoch nach 1945 selten trug und der auch in Zweifel mangels Nachweisen gezogen wurde. Nachweislich wurde auf Grund des Gutachtens Schilling am 9. Oktober 1942 durch den Gauleiter in Sachsen, Martin Mutschmann, aus der Partei ausgeschlossen.
Am deutlichsten schlug sich Schillings Ablehnung des Nationalsozialismus in den Gasteiner Elegien nieder, welche in einer nicht öffentlichen Auflage von 200 Exemplaren erschienen. Über diese Elegien sind auch sporadische Kontakte zu Personen im Kreisauer Kreis bekannt.
Da er sein väterliches Erbe in den gemeinschaftlichen Besitz seines Familienverbandes überführt hatte, welcher aber 1946 durch Beschluss der Sowjetischen Militäradministration aufgelöst wurde, verlor er die väterliche Villa und weite Teile der darin aufbewahrten Archivalien und Wertgegenstände und sonstigen Vermögenswerte durch Enteignung und Diebstahl.
Heinar Schilling selbst flüchtete noch im Sommer 1945 nach Sylt, wohin er bis 1946 einen geringen Teil seines Besitzes retten konnte. Finanziell so in Bedrängnis geraten, verdiente er sich seinen Lebensunterhalt ab 1946 unter anderem als Bibliothekar des Schlosses Glücksburg, in welchem er auch die Reste seines eigenen Archives untergebracht hatte. Schriftstellerisch erschienen nach 1945 neben Aufsätzen für seine Familie lediglich eine Serie von Pfennigromanen. Vor seinem Tode litt er zunehmend an Alkoholismus, Drogenmissbrauch und Verwahrlosung. Im Jahr 1955 starb er an einer schweren Krebserkrankung in einem Altenstift in Glücksburg.
Heinar Schilling war insgesamt sechsmal verheiratet, zuletzt mit der Tänzerin und Gret-Palucca-Schülerin Nuri Creutz. Insgesamt gingen aus seinen Ehen fünf Kinder hervor.

## Werk
Das umfangreiche Werk Heinar Schillings umfasst gegen 100 „Werke“, die er zwischen 1908 und 1954 verfasste und mit Quasi-Opus-Nummern versah. Bei diesen Büchern handelt es sich um Lexika, Monumentalwerke zur Geschichte und Gedichtbände. Nahezu sein ganzes Leben schrieb er über germanische Frühgeschichte.
Hauptmotivation seiner schriftstellerischen Arbeit war sein Antrieb, die sagenhafte Überlieferung seiner Familie Schilling zu bewahren, zu verbreiten und zu erforschen. Dies wird bereits in seinen 1920 veröffentlichten frühen Werken deutlich, in welchen er seine Familienchronik verarbeitete. Obwohl gerade die Familiengeschichte ohne wirklich fundierte Quellenlage war, ließ er diesen Sagenstoff sogar in seine Lexika einfließen, besonders in Hinsicht auf den Gegenkönig Rudolf von Rheinfelden, von welchem Heinar Schilling meinte abzustammen. Auch seinen Künstlernamen „Heinar“ entnahm er einer alten Familiensage. Zusätzlich nahm er das Pseudonym „Heinar von Lindek“ an, welches er aber niemals benutzte.
Seine frühen Gedichte widmeten sich aus expressionistischer Sicht dem Menschen. Paul Hindemith vertonte das Gedicht „Durch die abendlichen Gärten“.
„Durch die abendliche Gärten,/

über glänzende Asphalte/

wirbelt mich die Mondesfülle./

Auf dem naßgetropften Laube/

schimmern Kerzen, Mondlichtaugen./

O, lunare Visionen. Eingetaucht in Gaslaternen,/

Blendekreise schüttelt sich die Seele./

Das Gefühl perlt Wasser wie von Entenfedern./

Bis befreundet gelbe Aureole der Laterne/

brüderlich dir naht, Aug in Auge harrend,/

du gebannt Arme spannst in Nacht, in Nacht.“
Ab 1922 dichtete er sein Hauptwerk, „Das Königslied“, ein über 14.000 Strophen, in 14 Büchern zusammengefasstes Lied auf das Skjöldungengeschlecht, einem prähistorischen dänischen Königshaus, von welchem Schilling die gewagte These entwickelte, die Ahnen aller germanischen Königshäuser zu sein. Entsprechend vereinte Heinar Schilling im „Königslied“ in einem gigantischen Versuch die Sagenkreise der Skjöldungen, Ynglinge, Amelungen, Nibelungen, von Hamlet bis hin zu Arminius. Nach mehrjähriger Arbeit beendete Heinar Schilling sein Königslied, ohne es wirklich zu vollenden. Lediglich ein Drittel seiner geplanten Dichtung hat Schilling tatsächlich umgesetzt. Vermutlich beendete er sein Werk vorzeitig, nachdem sich abzeichnete, dass der Vertrieb ein Misserfolg werden würde. Sein Verleger Bruno Tanzmann erlitt sogar einen schweren wirtschaftlichen Verlust. Jedoch benutzte Schilling das dafür zusammengesuchte Quellenmaterial zur Veröffentlichung von Werken über germanische Frühgeschichte.

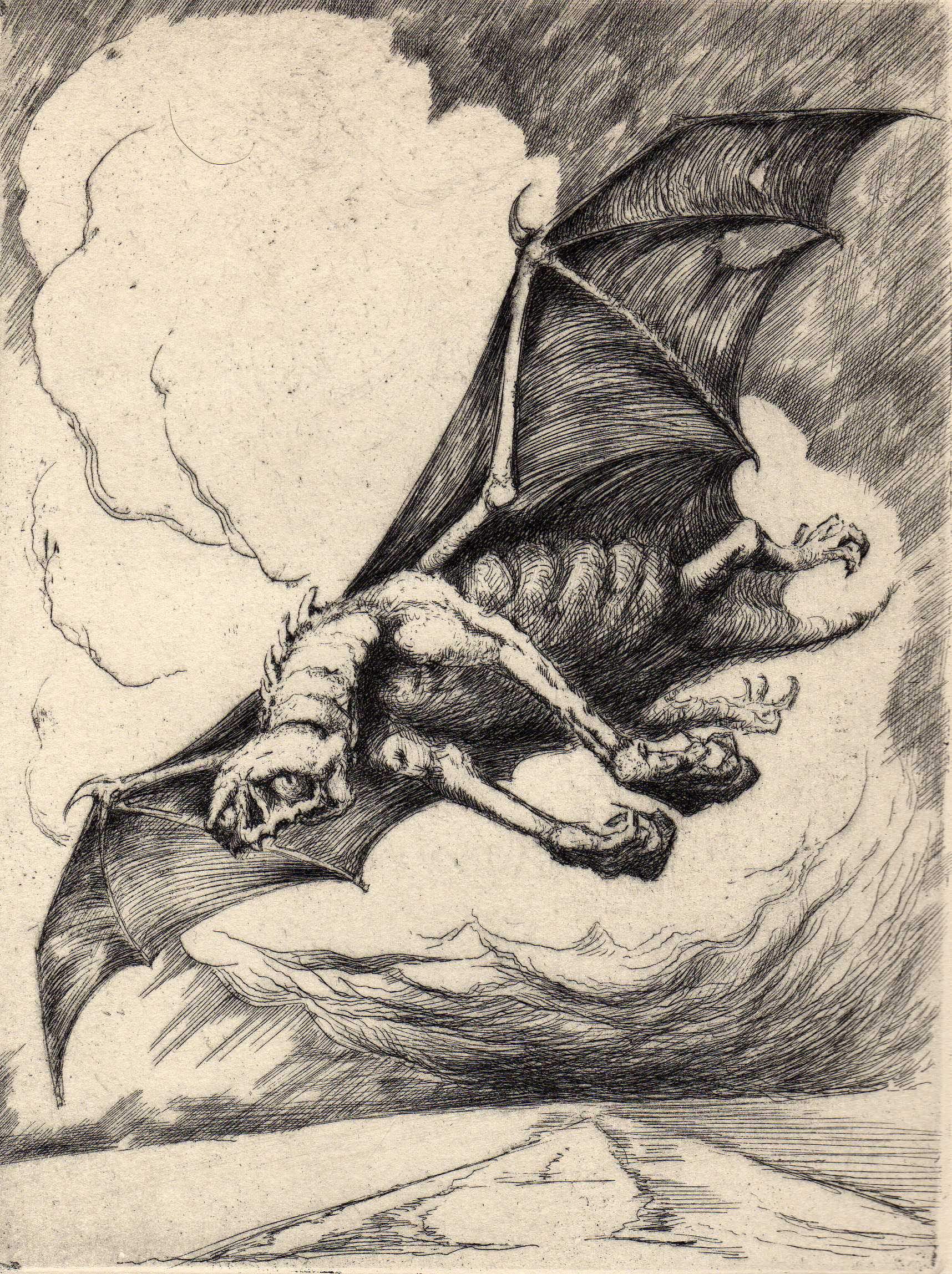
Germanischer Todesdrache, Illustration zum Königslied von Dr. Friedrich Strüver

Obwohl das Königslied allgemein als Übergang Heinar Schillings vom Expressionismus zum Nationalsozialismus gilt, offenbart die dem Königslied vorangestellte, in Runen geschriebene Widmung das wirkliche Anliegen dieses monströsen Gedichtes.
„Von Vorzeitvätern zu Endzeitenkeln/

Kling ich – der Kette gläubiges Glied-/

Der Väter Kronen, des Blutes Bindung,/

Ich barg das Kleinod: in Wort verwirkt./

Euch raunt die Rune – Skjöldungensöhne./

Ich kam von Königen, ihr kommt aus mir.“
Heinar Schilling selbst betrachtet sich als Nachfahre des mystischen Königs Skjöld, welcher schon im altenglischen Beowulf-Epos erwähnt wird, und verfasste mit dem „Königslied“ eine Familienchronik für seine Söhne. Motive des „Königsliedes“ finden sich bereits in seinen frühesten Werken ab 1913.
Besonders das Königslied offenbart eine Art Ahnenkult und religiöse Grundstimmung, welche Schilling seinen Ahnen widmete. Auch der 1940 im Ein-Tannen-Verlag erschienene Roman „Ein aufrechter Mann“ widmet sich ausschließlich der mittelalterlichen Sagenwelt um das Geschlecht der Schilling von Lahnstein.
Nach Ende des Zweiten Weltkrieges wurden Schillings Schriften Weltgeschichte (Kiepenheuer, Berlin 1935), Kleine deutsche Geschichte (Siegismund, Berlin 1936), Das politische Weltbild (Nordland-Verlag, Magdeburg 1937), Weltanschauliche Betrachtungen (Vieweg, Braunschweig 1938), Germanische Urgeschichte (v. Hase & Koehler, Leipzig 1940), Peter der Große (Meinhold, Dresden 1941) und Geschichte für alle (Vieweg, Braunschweig 1942) in der Sowjetischen Besatzungszone auf die Liste der auszusondernden Literatur gesetzt. Auf diese Liste folgten in der Deutschen Demokratischen Republik noch Volk und Staat. Geschichtliche Abhandlungen aus dem „Schwarzen Korps“ (Vieweg, Braunschweig 1938) und Widukind (Widukind-Verlag, Berlin 1941).
Insgesamt wurden seine Werke bis heute mit einer Auflagenzahl von rund 500.000 Stück verlegt. Die Urheberrechte besitzt der Verband des Hauses Schilling e. V., welcher auch den Nachlass Schillings verwaltet.

## Werke
- „Versuche“ (Opus 1-40), 1920
- „Erste Gedichte“, 1919
- „Das Königslied“, in 4 Bänden, 1923–1927
- „Weltgeschichte - Ereignisse und Daten von der Eiszeit bis heute“, 1933
- „Haithabu – Ein germanisches Troja“, 1936, Neuauflage 2000
- „Germanische Führerköpfe“, 1934
- „Die Herrscher des ersten Reiches“, 1935
- „Germanische Frauen“ (20 Lebensbilder germanischer Frauen aus Geschichte und Sage), von Hase & Koehler Verlag, Leipzig 1935
- „Ein aufrechter Mann“, 1940
- „Geschichte für Alle“, Heinar Schilling Werk 89 (Braunschweig 1940)
- „Widukind - Eine Historie“, Heinar Schilling Werk 96, 1939 (Berlin 1941)
- „Germanisches Leben“, 1942
- Beiträge zur Geschichte der Familie Friedrich Schilling, gestorben 1373. Heft 5. Die Stammfolge des Eriksgeschlechtes. (Teil 1., Der westliche Stamm des Eriksgeschlechtes 1198–1948  (autobiographische Notizen)).
- „Quellen zur Geschichte der Familie Friedrich Schilling, gestorben 1373“ / H. 7. Erb-Vereinigung und Geschlechts-Pactum, 1946